# Tlepolemo (reggente)
Tlepolemo (in greco antico: Τληπόλεμος?, Tlēpólemos; fl. III secolo a.C.) è stato un militare e funzionario egizio, reggente di Tolomeo V Epifane dal 203 al 201 a.C.

## Biografia
Figlio di un certo Artapate e nipote dell'omonimo Tlepolemo, nei primi anni del regno di Tolomeo V, Tlepolemo fu governatore militare (στρατηγός, strategós) della provincia di Pelusio, con il compito di evitare delle nuove avanzate di Antioco III in Egitto. Nel 203 a.C., quando il favorito reale Agatocle stava per cadere, Tlepolemo iniziò a spianarsi la strada per prendere il suo posto, parlando male del ministro e diffondendo delle voci su di lui. Quando le voci arrivarono ad Agatocle, questi diffuse a sua volta voci contro Tlepolemo, che però erano false, ottenendo il risultato contrario di quello che aveva sperato. Alla fine dello stesso anno il reggente fu massacrato in una rivolta popolare nello stadium insieme alla sua famiglia; Tlepolemo diventò quindi il nuovo capo degli affari di Tolomeo, ma fu subito chiaro che non era portato per l'amministrazione e la finanza; infatti molti cortigiani gli erano contro e rimpiangevano i tempi di Sosibio. Quando i figli di quest'ultimo, Tolomeo e Sosibio, gli si misero contro furono appoggiati da molti membri della corte, ma Tlepolemo li accusò pubblicamente di diffamazione e continuò con la sua politica. Dopo solo un anno di reggenza venne però rimpiazzato da Aristomene di Alizia e di lui non sia hanno più notizie.